# Panamint Range
Die Panamint Range ist eine kurze, wilde Bruchschollengebirgskette am nördlichen Rand der Mojave-Wüste im Südosten von Kalifornien im Südwesten der USA. Die Bergkette verläuft für ungefähr 160 Kilometer in nord-südlicher Richtung durch Inyo County, wobei sie den westlichen Rand des Death Valley definiert und dieses von dem weiter westlich gelegenen Panamint Valley trennt. Der höchste Berg ist der Telescope Peak mit einer Höhe von 3368 Metern. Der größte Teil der Kette liegt im westlichen Teil des Death Valley National Park. Von einigen Gipfeln der Panamint Range kann man sowohl den Mount Whitney, den höchsten Berg der kontinentalen 48 Staaten, als auch das Death Valley sehen. Das bedeutet, dass man von diesen Stellen der Bergkette gleichzeitig die tiefste als auch die höchstgelegene Stelle der kontinentalen USA sehen kann.
Die Panamint Range liegt am südwestlichen Rand des Great Basin.

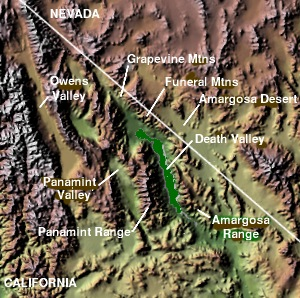
Panamint Range
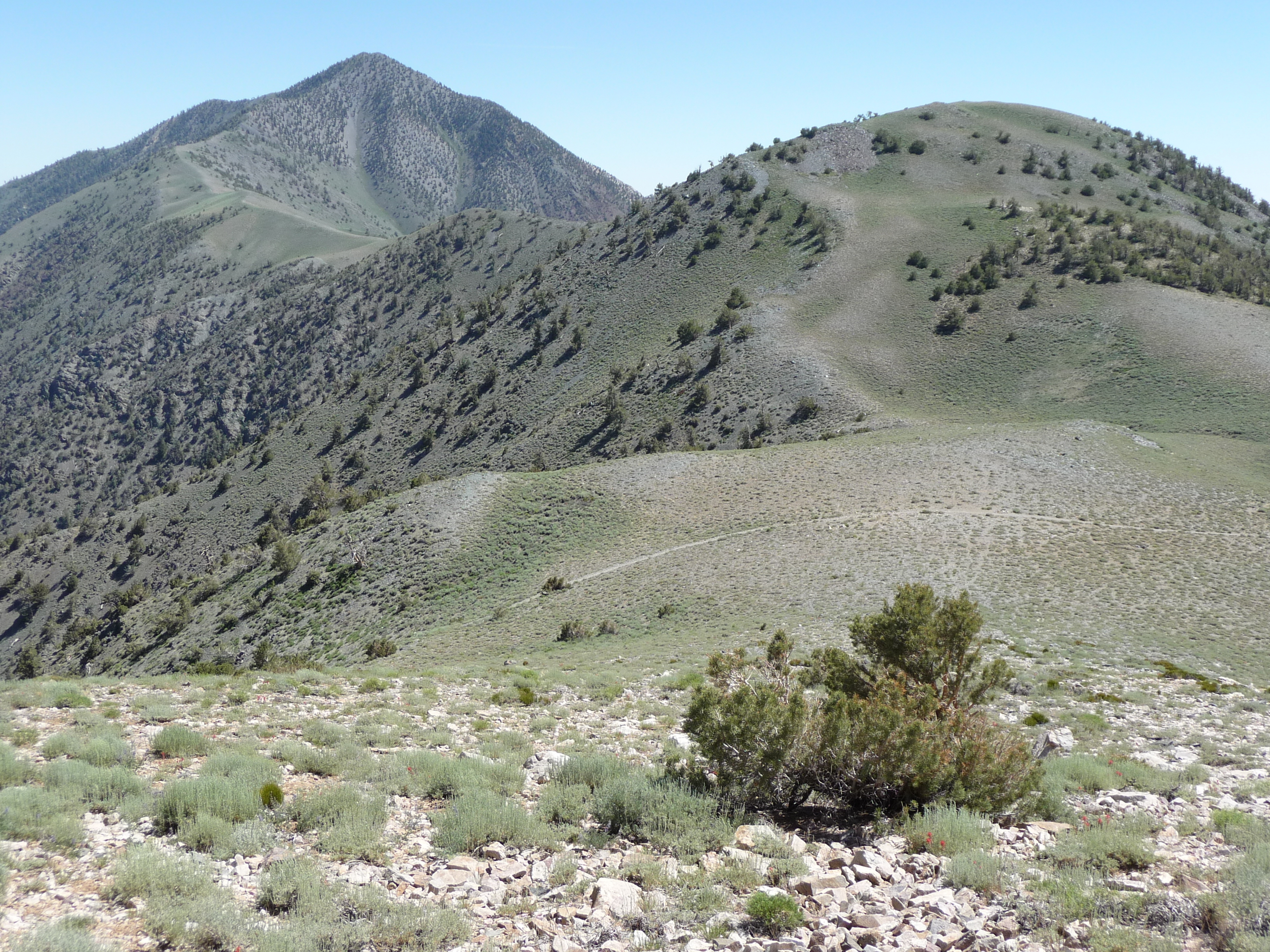
Panamint Range, Telescope Peak